# A primera vista
A primera vista es una película estadounidense de 1999 protagonizada por Val Kilmer y Mira Sorvino, sobre la base del ensayo Ver y no ver del neurólogo Oliver Sacks del libro Un antropólogo en Marte, inspirada en la historia de la vida real de Shirl y Barbara Jennings.

## Sinopsis
Amy (Mira Sorvino) es una arquitecta que trabaja sin cesar, al fin se toma un descanso. Acude a un balneario donde conoce al masajista Virgil (Val Kilmer), que resulta ser ciego. Ambos se enamoran e inician una relación. Luego ella busca una cura para su  enfermedad y consigue que recupere la visión. Como Virgil no había desarrolló un adiestramiento para ver el mundo, a ratos se siente desorientado y tiene dificultades para experimentar el mundo visual. Pero con el amor de Amy logra salir adelante.

## Reparto
| Actor                   | Personaje                                           |
| ----------------------- | --------------------------------------------------- |
| Mira Sorvino            | Amy Benic                                           |
| Val Kilmer              | Virgil Adamson                                      |
| Kelly McGillis          | Jennie Adamson, hermana de Virgil                   |
| Steven Weber            | Duncan Allanbrook, exesposo de Amy                  |
| Bruce Davison           | Doctor Charles Aaron                                |
| Nathan Lane             | Terapeuta Phil Webster                              |
| Ken Howard              | Padre de Virgil                                     |
| Drena De Niro           | Caroline                                            |
| Laura Kirk              | Betsy Ernst, secretaria compañera de trabajo de Amy |
| Margo Winkler           | Nancy Bender                                        |
| Diana Krall             | Cantante                                            |
| Brett Robbins           | Etban                                               |
| Willie Carpenter        | Jack Falk                                           |
| Charles Winkler         | Instructor Healeb                                   |
| Kelly Chapman Meyer     | Susan                                               |
| Jack Dodick             | Doctor Goldman                                      |
| Nina Griscom            | Christie Evans                                      |
| Mortimer B. Zuckerman   | Mendigo                                             |
| Gene Kirkwood           | Marshall                                            |
| Richard Euell           | Carl Kipling                                        |
| Carl Matusovich         | Tommy                                               |
| John W. Guidera         | Compañero de Virgil                                 |
| Jack Cooper             | Hombre con sobrepeso                                |
| Jennifer Wachtell       | Eva                                                 |
| Marty Davey             | Madre colegio                                       |
| Ben Wolfe               | Tocador de bajo                                     |
| Casey W. Harris         | Casey                                               |
| Ricky Trammell          | Loft D. J.                                          |
| J. P. Patterson         | Camarero                                            |
| Bonnie Deutsch          | Trabajador                                          |
| Sheryl Allington Carter | Reportera                                           |
| Oliver Sacks            | Reportero                                           |
| Angela Wang             | Reportera                                           |
| Claude Ravier           | Reportero                                           |

## Música
- Love Is Where You Are.

## Premios
Val Kimer Nominado a Globo de Oro al mejor actor - Drama.
- Datos: Q759389